# Даргес, Фриц
Фриц Даргес (нем. Fritz Darges; 8 февраля 1913, Дисдорф, Анхальт — 25 октября 2009, Целле, Нижняя Саксония) — офицер СС, оберштурмбаннфюрер, кавалер Рыцарского креста Железного креста. Адъютант Мартина Бормана, а затем и Адольфа Гитлера.

## Биография
Родился в городе Дюльсеберг близ Зальцведеля, после окончания школы в апреле 1933 году вступил в СС. В 1934 году начал обучение в школе юнкеров СС в Бад-Тёльце, после её окончания в апреле 1935 года получил звание унтерштурмфюрера. В 1936 году стал адъютантом рейхсляйтера Мартина Бормана, в мае следующего года вступил в НСДАП и в сентябре был произведён в оберштурмфюреры.

### Вторая мировая война
В октябре 1939 вернулся в Ваффен-СС как командир роты, сражался во французской кампании, в июле 1940 был награждён Железным крестом 2-го класса и получил звание гауптштурмфюрера. После создания дивизии «Викинг» приписан к ней, участвовал в операции «Барбаросса» и в августе 1942 получил Железный крест 1-го класса. В марте 1943 года стал личным адъютантом Гитлера, в январе 1944 года произведён в оберштурмбаннфюреры.

### Снятие с поста
18 июля 1944 года в ставке фюрера «Вольфсшанце» происходило совещание, на котором присутствовал Даргес; по комнате летала муха, несколько раз севшая на карты и на плечо Гитлера. Раздражённый, он приказал Даргесу разобраться с насекомым, на что тот ответил, что это забота адъютанта от люфтваффе фон Белова. Даргес был отправлен на Восточный фронт; другие версии связывают его отставку с иным неуместным поведением (хихикал в то время, когда Гитлер смотрел на карту).

### Вновь на Восточном фронте
В августе 1944 года вернулся в дивизию «Викинг», заменил штандартенфюрера Мюленкампа на посту командира 5-го танкового полка, в январе 1945 года был награждён Рыцарским крестом Железного креста за прорыв участка линии фронта, уничтожение вражеских артиллерии и транспорта и за оборону отбитого участка ночью 4 января, уничтожив более 30 советских танков вместе с другой дивизионной боевой группой.

## После войны
Работал продавцом автомобилей. Перед смертью дал интервью, в котором назвал Гитлера «гением» и заявил, что «служил ему и сегодня поступил бы так же», готовил к печати мемуары; скончался в возрасте 96 лет 25 октября 2009 в Целле.